# جاك بويل (لاعب كرة قاعدة أمريكي)
جاك بويل (بالإنجليزية: Jack Boyle)‏ هو لاعب كرة قاعدة أمريكي، ولد في 22 مارس 1866 في سينسيناتي في الولايات المتحدة، وتوفي بنفس المكان في 7 يناير 1913 بسبب التهاب الكلى.

## وصلات خارجية
- جاك بويل (لاعب كرة قاعدة أمريكي) على موقعبيزبول رفرنس.كوم (الدوري الرئيسي) (الإنجليزية)
- جاك بويل (لاعب كرة قاعدة أمريكي) على موقعبيزبول رفرنس.كوم (الدوري الثانوي) (الإنجليزية)